# Festival Radio ABU de la chanson 2014
 Séoul 2012  Rangoun 2015
Le Festival Radio ABU de la chanson 2014 (officiellement ABU Radio Song Festival 2014) a eu lieu au Nelum Pokuna Mahinda Rajapaksa Theatre dans la capitale Sri Lankaise, Colombo, le 23 mai 2014.

## Pays participants
- Australie
- Brunei
- Iran
- Malaisie
- Pakistan
- Singapour
- Corée du Sud
- Sri Lanka (hôte)
- Thaïlande

## Radiodiffusion internationale
Chaque pays participant est invité à diffuser le festival à travers son réseau et à fournir une rétroaction dans les langues indigènes. Le festival n'a pas été diffusé en direct, mais chaque chaîne de télévision a déclaré que les pays participants ont relayé le festival entre octobre et novembre 2012 avec une audience estimée à 2 milliards de personnes. Le festival peut également être diffusé par n'importe quelle chaîne de télévision appartenant à l'Union de radio-télévision Asie-Pacifique.